# Futbol'nyj Klub Zenit Sankt-Peterburg 2022-2023
Questa voce raccoglie le informazioni riguardanti lo Zenit Sankt-Peterburg nelle competizioni ufficiali della stagione 2022-2023.

## Maglie e sponsor
Il fornitore tecnico è stato, fino al 2022 e in maniera non ufficiale, Nike. Lo Zenit ha giocato infatti con i completini della stagione 2021-2022, senza che il logo dell'azienda statunitense apparisse sulle magliette. Nike ha interrotto il rapporto commerciale a seguito dell'invasione dell'Ucraina.
A partire dal marzo 2023, lo Zenit ha utilizzato due nuove divise firmate Joma. L'azienda spagnola ha tuttavia negato la partnership con la squadra russa, precisando che le magliette provengono da un rivenditore che ha acquistato le divise presenti sul libero mercato, dove l'azienda non ha alcun controllo.
| Casa 2022 | Trasferta 2022 | Casa 2023 | Trasferta 2023 |

## Rosa
| N. |                     | Ruolo | Calciatore         |
| -- | ------------------- | ----- | ------------------ |
| 1  | Brasile (bandiera)  | P     | Ivan               |
| 1  | Russia (bandiera)   | P     | Aleksandr Vasjutin |
| 2  | Russia (bandiera)   | D     | Dmitrij Čistjakov  |
| 3  | Brasile (bandiera)  | D     | Douglas Santos     |
| 4  | Russia (bandiera)   | D     | Danil Krugovoj     |
| 5  | Colombia (bandiera) | C     | Wílmar Barrios     |
| 6  | Croazia (bandiera)  | D     | Dejan Lovren       |
| 7  | Russia (bandiera)   | A     | Zelimchan Bakaev   |
| 8  | Brasile (bandiera)  | C     | Wendel             |
| 10 | Brasile (bandiera)  | A     | Malcom             |
| 11 | Brasile (bandiera)  | C     | Claudinho          |
| 14 | Russia (bandiera)   | C     | Daler Kuzjaev      |
| 15 | Russia (bandiera)   | D     | Vjačeslav Karavaev |
| 17 | Russia (bandiera)   | A     | Andrej Mostovoj    |

| N. |                       | Ruolo | Calciatore          |
| -- | --------------------- | ----- | ------------------- |
| 19 | Russia (bandiera)     | A     | Aleksej Sutormin    |
| 21 | Russia (bandiera)     | C     | Aleksandr Erochin   |
| 23 | Russia (bandiera)     | D     | Arsen Adamov        |
| 28 | Kazakistan (bandiera) | D     | Nuraly Álip         |
| 30 | Colombia (bandiera)   | A     | Mateo Cassierra     |
| 31 | Brasile (bandiera)    | A     | Gustavo Mantuan     |
| 33 | Russia (bandiera)     | A     | Ivan Sergeev        |
| 41 | Russia (bandiera)     | P     | Michail Keržakov    |
| 55 | Brasile (bandiera)    | D     | Rodrigão            |
| 71 | Russia (bandiera)     | P     | Daniil Odoevskij    |
| 77 | Brasile (bandiera)    | D     | Robert Renan        |
| 94 | Russia (bandiera)     | C     | Danila Kozlov       |
| 96 | Russia (bandiera)     | A     | Aleksej Baranovskij |

## Calciomercato

### Sessione estiva
| Acquisti         | Acquisti         | Acquisti             | Acquisti      |
| R.               | Nome             | da                   | Modalità      |
| ---------------- | ---------------- | -------------------- | ------------- |
| P                | Ivan             | Corinthians          | prestito      |
| D                | Rodrigão         | Soči                 | definitivo    |
| A                | Zelimchan Bakaev | Spartak Mosca        | definitivo    |
| A                | Mateo Cassierra  | Soči                 | definitivo    |
| A                | Gustavo Mantuan  | Corinthians          | prestito      |
| Altre operazioni |                  |                      |               |
| R.               | Nome             | da                   | Modalità      |
| C                | Kirill Kravcov   | Pari Nižnij Novgorod | fine prestito |
| C                | Daniil Šamkin    | Baltika              | fine prestito |

| Cessioni         | Cessioni           | Cessioni             | Cessioni   |
| R.               | Nome               | a                    | Modalità   |
| ---------------- | ------------------ | -------------------- | ---------- |
| P                | Stanislav Kricjuk  | Gil Vicente          | svincolato |
| C                | Magomed Ozdoev     | Fatih Karagümrük     | svincolato |
| A                | Yuri Alberto       | Corinthians          | prestito   |
| A                | Artëm Dzjuba       | Adana Demirspor      | svincolato |
| Altre operazioni |                    |                      |            |
| R.               | Nome               | da                   | Modalità   |
| C                | Kirill Kravcov     | Soči                 | definitivo |
| C                | Jaroslav Michajlov | Pari Nižnij Novgorod | prestito   |
| C                | Daniil Šamkin      | KAMAZ                | prestito   |

### Sessione invernale
| Acquisti | Acquisti           | Acquisti    | Acquisti      |
| R.       | Nome               | da          | Modalità      |
| -------- | ------------------ | ----------- | ------------- |
| P        | Aleksandr Vasjutin | Djurgården  | fine prestito |
| D        | Nuraly Álip        | Qairat      | definitivo    |
| D        | Robert Renan       | Corinthians | svincolato    |
| A        | Yuri Alberto       | Corinthians | fine prestito |

| Cessioni | Cessioni     | Cessioni        | Cessioni      |
| R.       | Nome         | a               | Modalità      |
| -------- | ------------ | --------------- | ------------- |
| P        | Ivan         | Corinthians     | fine prestito |
| D        | Dejan Lovren | Olympique Lione | definitivo    |
| A        | Yuri Alberto | Corinthians     | svincolato    |

## Risultati

### Prem'er-Liga

#### Girone d'andata
| Arbitro: | Kukuljak |

|            |           |            |
| Mirzov 84’ | Marcatori | 17’ Wendel |

| Arbitro: | Čistjakov |

|                                     |           |  |
| Mostovoj 5’, 31’ Kuzjaev 12’ (rig.) | Marcatori |  |

| Arbitro: | Karasëv |

|                                                                 |           |  |
| Wendel 63’ Claudinho 75’ Sergeev 80’, 90+3’ Bakaev 90+1’ (rig.) | Marcatori |  |

| Groznyj 6 agosto 2022, ore 20:00 MSK 4ª giornata | Achmat Groznyj | 0 – 0 referto | Zenit San Pietroburgo | Achmat Arena (9 620 spett.)\| Arbitro: \| Ivanov \| |
| Arbitro:                                         | Ivanov         |               |                       |                                                     |

| Arbitro: | Kukujan |

|                          |           |                  |
| Malcom 45+2’ Mantuan 85’ | Marcatori | 63’ (rig.) Čalov |

| Arbitro: | Suchoj |

|                        |           |  |
| Sergeev 84’ Malcom 87’ | Marcatori |  |

| Arbitro: | Šadychanov |

|  |           |                                           |
|  | Marcatori | 50’, 60’ Malcom 54’ Mostovoj 72’ Rodrigão |

| Arbitro: | Kukujan |

|             |           |                         |
| Sobolev 21’ | Marcatori | 48’ Lovren 60’ Mostovoj |

| Arbitro: | Turbin |

|                                                                                 |           |  |
| Wendel 3’, 43’, 68’ Sergeev 17’ Kuzjaev 19’ Malcom 29’, 59’ Paŭlavec 51’ (aut.) | Marcatori |  |

| Arbitro: | Karasëv |

|  |           |                            |
|  | Marcatori | 35’ Mostovoj 90+3’ Mantuan |

| Arbitro: | Moskalëv |

|                                   |           |                |
| Malcom 14’ Wendel 65’ Kuzjaev 77’ | Marcatori | 47’ Komličenko |

| Arbitro: | Kukujan |

|              |           |            |
| Gongadze 12’ | Marcatori | 28’ Malcom |

| Arbitro: | Čistjakov |

|  |           |                                      |
|  | Marcatori | 22’ Kuzjaev 45’ Claudinho 65’ Malcom |

| Arbitro: | Kukuljak |

|                                                                    |           |  |
| Sergeev 2’, 25’ Malcom 11’, 74’ Wendel 32’ Barrios 53’ Mantuan 76’ | Marcatori |  |

| Arbitro: | Moskalëv |

|  |           |                    |
|  | Marcatori | 87’ (rig.) Kuzjaev |

#### Girone di ritorno
| Arbitro: | Kukujan |

|              |           |                     |
| Mostovoj 65’ | Marcatori | 1’ Charin 8’ Konaté |

| Arbitro: | Karasëv |

|  |           |                          |
|  | Marcatori | 70’ Malcom 81’ Claudinho |

| Arbitro: | Galimov |

|                 |           |  |
| Malcom 12’, 47’ | Marcatori |  |

| Arbitro: | Fëdorov |

|                               |           |                           |
| Malcom 19’, 55’ Mantuan 90+1’ | Marcatori | 75’, 86’ (rig.) Magomedov |

| Arbitro: | Karasëv |

|           |           |  |
| Čalov 72’ | Marcatori |  |

| Arbitro: | Čistjakov |

|                  |           |  |
| Sergeev 75’, 86’ | Marcatori |  |

| Arbitro: | Kukujan |

|               |           |                          |
| Glušenkov 26’ | Marcatori | 40’ Wendel 77’ Cassierra |

| Rostov sul Don 16 aprile 2023, ore 19:00 MSK 23ª giornata | Rostov  | 0 – 0 referto | Zenit San Pietroburgo | Rostov Arena (13 711 spett.)\| Arbitro: \| Karasëv \| |
| Arbitro:                                                  | Karasëv |               |                       |                                                       |

| Arbitro: | Meškov |

|                                       |           |           |
| Malcom 45+1’ (rig.), 68’ Mostovoj 87’ | Marcatori | 80’ Fomin |

| Arbitro: | Ivanov |

|           |           |                                                |
| Babkin 9’ | Marcatori | 19’ (rig.), 55’, 68’, 74’ Malcom 30’ Claudinho |

| Arbitro: | Kukujan |

|                                          |           |                             |
| Claudinho 13’ Mostovoj 39’ Sergeev 90+1’ | Marcatori | 33’ Keita 85’ (rig.) Promes |

| Arbitro: | Safjan |

|                            |           |                      |
| Malcom 15’ Cassierra 90+6’ | Marcatori | 51’ Banjac 58’ Ionov |

| Arbitro: | Suchoj |

|                        |           |                           |
| Ektov 41’ Gojković 62’ | Marcatori | 28’ Mantuan 90+5’ Sergeev |

| Arbitro: | Šafeev |

|            |           |             |
| Jusupov 1’ | Marcatori | 50’ Mantuan |

| Arbitro: | Čistjakov |

|             |           |  |
| Erochin 82’ | Marcatori |  |

### Coppa di Russia

#### Fase a gironi
| Arbitro: | Amelin |

|                    |           |  |
| Cassierra 23’, 33’ | Marcatori |  |

| Arbitro: | Kukuljak |

|                              |           |  |
| Cypčenko 83’ Glušenkov 90+2’ | Marcatori |  |

| Arbitro: | Meškov |

|                               |           |  |
| Promes 79’, 90+5’ Sobolev 86’ | Marcatori |  |

| Arbitro: | Ivanov |

|                  |           |  |
| Sergeev 17’, 46’ | Marcatori |  |

| Arbitro: | Šadychanov |

|  |           |                 |
|  | Marcatori | 46’, 83’ Malcom |

| Arbitro: | Moskalëv |

|                                           |                      |                                        |
| Kuzjaev Mantuan Mostovoj D. Santos Bakaev | Tiri di rigore 4 – 2 | Chlusevič Zin'kovskij Litvinov Denisov |

#### Fase a eliminazione diretta
| Arbitro: | Suchoj |

|  |           |                                        |
|  | Marcatori | 33’ Bakaev 78’ Cassierra 90+1’ Sergeev |

| Arbitro: | Kukuljak |

|                                                      |                      |                                            |
| Bakaev 36’                                           | Marcatori            | 1’ (aut.) Vasjutin                         |
| Adamov Sutormin Mostovoj Kuzjaev Claudinho D. Santos | Tiri di rigore 4 – 5 | Fomin Grulëv Normann Lesovoj Gagnidze Dasa |

### Supercoppa di Russia
| Arbitro: | Moskalëv |

|                                                   |           |  |
| Sergeev 29’ Malcom 34’ Wendel 46’ Cassierra 90+3’ | Marcatori |  |

## Statistiche

### Statistiche di squadra
| Competizione         | Punti | In casa | In casa | In casa | In casa | In casa | In casa | In trasferta | In trasferta | In trasferta | In trasferta | In trasferta | In trasferta | Totale | Totale | Totale | Totale | Totale | Totale | DR  |
| Competizione         | Punti | G       | V       | N       | P       | Gf      | Gs      | G            | V            | N            | P            | Gf           | Gs           | G      | V      | N      | P      | Gf     | Gs     | DR  |
| -------------------- | ----- | ------- | ------- | ------- | ------- | ------- | ------- | ------------ | ------------ | ------------ | ------------ | ------------ | ------------ | ------ | ------ | ------ | ------ | ------ | ------ | --- |
| Prem'er-Liga         | 70    | 15      | 13      | 1       | 1       | 48      | 11      | 15           | 8            | 6            | 1            | 26           | 9            | 30     | 21     | 7      | 2      | 74     | 20     | +54 |
| Coppa di Russia      | 10    | 4       | 2       | 2       | 0       | 5       | 2       | 4            | 2            | 0            | 2            | 5            | 5            | 8      | 4      | 2      | 2      | 10     | 7      | +3  |
| Supercoppa di Russia | -     | 0       | 0       | 0       | 0       | 0       | 0       | 1            | 1            | 0            | 0            | 4            | 0            | 1      | 1      | 0      | 0      | 4      | 0      | +4  |
| Totale               | 80    | 19      | 15      | 3       | 1       | 53      | 13      | 20           | 11           | 6            | 3            | 35           | 14           | 39     | 26     | 9      | 4      | 88     | 27     | +61 |

### Andamento in campionato
| Giornata  | 1 | 2 | 3 | 4 | 5 | 6 | 7 | 8 | 9 | 10 | 11 | 12 | 13 | 14 | 15 | 16 | 17 | 18 | 19 | 20 | 21 | 22 | 23 | 24 | 25 | 26 | 27 | 28 | 29 | 30 |
| --------- | - | - | - | - | - | - | - | - | - | -- | -- | -- | -- | -- | -- | -- | -- | -- | -- | -- | -- | -- | -- | -- | -- | -- | -- | -- | -- | -- |
| Luogo     | T | C | C | T | C | C | T | T | C | T  | C  | T  | T  | C  | T  | C  | T  | C  | C  | T  | C  | T  | T  | C  | T  | C  | C  | T  | T  | C  |
| Risultato | N | V | V | N | V | V | V | V | V | V  | V  | N  | V  | V  | V  | P  | V  | V  | V  | P  | V  | V  | N  | V  | V  | V  | N  | N  | N  | V  |
| Posizione | 9 | 4 | 1 | 4 | 2 | 1 | 1 | 1 | 1 | 1  | 1  | 1  | 1  | 1  | 1  | 1  | 1  | 1  | 1  | 1  | 1  | 1  | 1  | 1  | 1  | 1  | 1  | 1  | 1  | 1  |

Legenda:

Luogo: C = Casa; T = Trasferta. Risultato: V = Vittoria; N = Pareggio; P = Sconfitta.